# サリュート

サリュート計画の記章

サリュート（ロシア語: Салют）は、ソビエト連邦の開発した宇宙ステーションである。宇宙に長期滞在するために作られた施設としては世界初のものであった。サリュートとはロシア語で「挨拶」「礼砲」｢花火｣を意味する。英語のsaluteと同じ。

## 概要
機体は初期型の1・4号、軍事目的の2・3・5号（これを特にアルマース1・2・3号という）、改良型の6・7号がある。アルマースには地上偵察用の大型光学望遠鏡が搭載されており、軍人による情報収集活動がなされた他、自衛用に23ミリ機関砲まで搭載されていた。アルマースを含めた5機は、宇宙船とのドッキング部が一箇所にしかなく、搭乗員の交代や荷物の積み下ろしの際には、宇宙船を取り外す必要があった。これは手間がかかるうえに危険も伴うため、サリュート6・7号ではドッキング部を後部に増設し、安全な搭乗員交代や荷物の搬入・搬出が可能となった。
なお、搭乗員の打ち上げ・帰還には専らソユーズ宇宙船が使用され、荷物の運搬はプログレス補給船が使われた。
最後のサリュート7号は1986年のフライトを最後に使用を終了し、廃棄された。その後の宇宙活動は後継機ミールによって行われた。

## サリュートのリスト

### サリュート1号
1971年4月19日打ち上げ。通算で3名が搭乗した。
4月23日、ソユーズ10号がドッキングに挑むが、ドッキング機能が故障したため中止、25日に帰還した。
6月7日、ソユーズ11号がドッキングし、3人が搭乗。29日に分離して30日に地球へ帰還したが、大気圏突入中にバルブ故障による空気漏れが発生し、3名とも窒息死した。この事故によってソユーズ宇宙船は大幅な仕様変更を余儀なくされ、ソユーズ12号・13号の両ミッションは新型機の性能試験に費やされた。
有人ミッションが中断されている間、サリュート1号は軌道上で待機していたが、電子機器が故障したために10月11日に大気圏再突入措置がとられ、運用を終了した。

### サリュート2号（アルマース1号）
1973年4月4日打ち上げ。搭乗なし。
軌道投入直後に火災が発生。空気漏れと電子機器故障を引き起こして制御不能となり、4月14日に放棄された。5月28日に無制御で大気圏再突入した。

### コスモス557号
1973年5月11日打ち上げ。搭乗なし。サリュートの名前は与えられていないが、同型である。
軌道投入後すぐに飛行制御システムが故障し、目的軌道への上昇が不可能になったため、コスモス衛星として公表された。5月22日に大気圏再突入措置がとられ、運用を終了した。

### サリュート3号（アルマース2号）
1974年6月25日打ち上げ。サリュート2号の代替機。通算で2名が搭乗した。
7月にソユーズ14号がドッキング、2週間かけて地上の偵察を行った。8月にソユーズ15号がドッキングに挑むが、ドッキング機能が故障したため中止、帰還した。
1975年1月24日に大気圏再突入措置がとられ、運用を終了した。

### サリュート4号
1974年12月26日打ち上げ。通算で4名が搭乗。
ソユーズ17号、18A号及び18号が有人ミッションを行った。このうち18A号はロケットが上昇中に故障して打ち上げに失敗（乗員は弾道飛行で生還）、17号及び18号がサリュート4号にドッキングした。
1977年2月2日に大気圏再突入措置がとられ、運用を終了した。

### サリュート5号（アルマース3号）
1976年6月22日打ち上げ。搭乗4名。
ソユーズ21号、24号がドッキングし、地上の偵察を行った。途中、23号がドッキングに失敗した。1977年8月8日に大気圏再突入措置がとられ、運用を終了した。

### サリュート6号
1977年9月29日打ち上げ。通算で35名が搭乗。
2つ目のドッキングポートを持つなど大幅な改良が施され、プログレス補給船を利用した長期ミッションなどの柔軟な運用が可能になった。インターコスモス計画によって、ソ連以外の共産圏から9回にわたって宇宙飛行士を受け入れた。連続有人日数576日を誇り、そのうち185日滞在した者もいる。
機体延命のため1980年と1981年に大規模な修理を行った。サリュート7号の打ち上げ成功を受けて1982年7月29日に大気圏再突入措置がとられ、運用を終了した。

### サリュート7号
1982年4月19日打ち上げ。通算で24名が搭乗。
新型ステーションミールの開発が遅れ、老朽化したサリュート6号の後継が必要となったため、バックアップとして製造されていた同型機が7号として打ち上げられた。サリュート6号とほぼ同様の運用が行われたが、当初より故障が続き、大規模な修繕が繰り返し行われた。
1986年3月にミールとのランデブー飛行を行い、ソユーズT-15が両ステーションの間を往復、研究資料や一部設備を回収して有人ミッションを終了した。有人ミッション終了後も自動制御で利用されていたが、1990年に故障して運用を終了し、1991年2月7日に無制御で大気圏再突入した。